# 左成
左成（?—?），战国时期秦国人。
秦武王三年（公元前308年），甘茂攻打韩国的宜阳（今河南省宜阳县西），经过了一年还是没有攻克，甘茂想要回军，左成劝谏制止：“甘公国內与樗里疾、公孫衍不和，国外與韓侈為怨，现在用兵無功，甘公你就到绝路了。甘公不如進兵攻打宜陽，宜陽攻克，甘公的功劳很大。樗里疾、公孫衍没有理由攻击甘公，他们受到秦国民眾怨恨就深了。”最终甘茂攻克宜阳。